# Volkringhauser Höhle
Die Volkringhauser Höhle ist eine Höhle im Hönnetal in Balve-Volkringhausen. Sie liegt an der Bundesstraße 515. Der Höhleneingang liegt 16 Meter über der Talsohle und hat eine Breite von fünf und eine Höhe von 2,50 Meter. Die Höhle ist etwa fünf Meter lang.
Karl Brandt und Julius Andrée gruben 1928 in der Höhle und fanden Relikte aus der Altsteinzeit.